# Superliga de Turquía 2022-23
La temporada 2022-23 fue la 65.ª temporada de la Superliga de Turquía, la máxima categoría del fútbol profesional en Turquía. El torneo comenzó el 5 de agosto de 2022 y finalizó el 7 de junio de 2023.

## Efectos de los terremotos de Turquía y Siria
El desarrollo del torneo se vio afectado por los terremotos de Turquía y Siria de 2023, el evento tuvo lugar el 6 de febrero de ese año. Como consecuencia, la jornada 23 no pudo ser completada jugándose 6 de los 9 partidos, posteriormente el Ministerio de Deporte de Turquía suspendió todas las actividades deportivas y la liga turca estableció como fecha tentativa para reanudar la competencia el 3 de marzo de 2023. El 10 de febrero de 2023, la Unión Turca de Clubes anunció que el Hatayspor no jugaría los partidos restantes de esta temporada.

## Ascensos y descensos
| Pos. | Descendidos de la Superliga de Turquía 2021-22 |
| ---- | ---------------------------------------------- |
| 17.º | Rizespor                                       |
| 18.º | Altay                                          |
| 19.º | Göztepe                                        |
| 20.º | Yeni Malatyaspor                               |

| Pos.  | Ascendidos de la TFF Primera División 2021-22 |
| ----- | --------------------------------------------- |
| 1.º   | Ankaragücü                                    |
| 2.º   | Ümraniyespor                                  |
| Prom. | İstanbulspor                                  |

## Clubes
| Club                | Ciudad                  | Estadio                        | Aforo  |
| ------------------- | ----------------------- | ------------------------------ | ------ |
| Adana Demirspor     | Adana                   | Nuevo Estadio de Adana         | 33 543 |
| Alanyaspor          | Alanya                  | Estadio Bahçeşehir Okulları    | 10 130 |
| MKE Ankaragücü      | Ankara                  | Estadio Eryaman                | 20 071 |
| Antalyaspor         | Antalya                 | Estadio de Antalya             | 33 032 |
| Beşiktaş            | Estambul (Beşiktaş)     | Vodafone Park                  | 42 000 |
| Fatih Karagümrük    | Estambul (Fatih)        | Estadio Olímpico Atatürk       | 76 761 |
| Fenerbahçe          | Estambul (Kadıköy)      | Estadio Şükrü Saracoğlu        | 50 509 |
| Galatasaray         | Estambul (Şişli)        | Nef Stadium                    | 52 652 |
| Gaziantep FK        | Gaziantep               | Gaziantep Arena                | 33 502 |
| Giresunspor         | Giresun                 | Çotanak Stadium                | 22 028 |
| Estambul Başakşehir | Estambul (Başakşehir)   | Estadio Başakşehir Fatih Terim | 17 801 |
| Kasımpaşa           | Estambul (Beyoğlu)      | Estadio Recep Tayyip Erdoğan   | 14 234 |
| Hatayspor           | Antioquía               | Nuevo Estadio de Hatay         | 25 269 |
| İstanbulspor        | Estambul (Büyükçekmece) | Estadio Necmi Kadıoğlu         | 4 488  |
| Kayserispor         | Kayseri                 | Estadio Kadir Has              | 32 864 |
| Konyaspor           | Konya                   | Estadio Konya Büyükşehir       | 42 276 |
| Sivasspor           | Sivas                   | Sivas Arena                    | 27 532 |
| Trabzonspor         | Trebisonda              | Estadio Şenol Güneş            | 41 900 |
| Ümraniyespor        | Estambul (Ümraniye)     | Estadio Ümraniye Belediye      | 3 513  |

### Información de los equipos
| Equipo              | Entrenador            | Capitán            | Marca        | Patrocinador principal |
| ------------------- | --------------------- | ------------------ | ------------ | ---------------------- |
| Adana Demirspor     | Vincenzo Montella     | Gökhan Inler       | Tempo        | Bitexen                |
| Alanyaspor          | Ersun Yanal           | Efecan Karaca      | Uhlsport     | TAV Airports           |
| Ankaragücü          | Tolunay Kafkas        | Ghayas Zahid       | Joma         | Portaş                 |
| Antalyaspor         | Nuri Şahin            | Hakan Özmert       | Nike         | VavaCars               |
| Beşiktaş            | Şenol Güneş           | Atiba Hutchinson   | Adidas       | Rain                   |
| Estambul Başakşehir | Emre Belözoğlu        | Mahmut Tekdemir    | Joma         | Balkar                 |
| Fatih Karagümrük    | Andrea Pirlo          | Emiliano Viviano   | Wulfz        | VavaCars               |
| Fenerbahçe          | Jorge Jesus           | Altay Bayındır     | Puma         | Avis                   |
| Galatasaray         | Okan Buruk            | Fernando Muslera   | Nike         | Sixt                   |
| Gaziantep FK        | Vacante               | Günay Güvenç       | Nike         | Süper Film             |
| Giresunspor         | Hakan Keleş           | Onurcan Piri       | Diadora      | Bitexen                |
| Hatayspor           | Volkan Demirel        | Kamil Çörekçi      | Nike         | Bitexen                |
| İstanbulspor        | Fatih Tekke           | Onur Ergün         | Jako         | Uğur Okulları          |
| Kasımpaşa           | Kemal Özdeş           | Haris Hajradinović | Puma         | Ciner                  |
| Kayserispor         | Çağdaş Atan           | İlhan Parlak       | Nike         | İstikbal               |
| Konyaspor           | Aleksandar Stanojević | Ibrahim Šehić      | New Balance  | Arabam.com             |
| Sivasspor           | Rıza Çalımbay         | Ziya Erdal         | Tony Montana | Bitexen                |
| Trabzonspor         | Vacante               | Uğurcan Çakır      | Macron       | Vestel                 |
| Ümraniyespor        | Recep Uçar            | Tomislav Glumac    | Nike         | HangiKredi             |

### Cambios de entrenadores
| Equipo           | Entrenador (Jornadas) | Tipo de salida  | Fecha de vacante         | Posición en la tabla | Entrenador entrante   | Fecha de nombramiento    |
| ---------------- | --------------------- | --------------- | ------------------------ | -------------------- | --------------------- | ------------------------ |
| Hatayspor        | Ömer Erdoğan          | Renuncia        | 23 de mayo de 2022       | Pretemporada         | Serkan Özbalta        | 1 de junio de 2022       |
| Fatih Karagümrük | Volkan Demirel        | Destitución     | 27 de mayo de 2022       | Pretemporada         | Andrea Pirlo          | 10 de junio de 2022      |
| Kayserispor      | Hikmet Karaman        | Fin de contrato | 31 de mayo de 2022       | Pretemporada         | Çağdai Atan           | 5 de junio de 2022       |
| Fenerbahçe       | İsmail Kartal         | Fin de contrato | 31 de mayo de 2022       | Pretemporada         | Jorge Jesus           | 2 de junio de 2022       |
| Galatasaray      | Domènec Torrent Font  | Destitución     | 21 de junio de 2022      | Pretemporada         | Okan Buruk            | 23 de junio de 2022      |
| Kasımpaşa        | Sami Uğurlu           | Renuncia        | 16 de agosto de 2022     | 19.º                 | Şenol Can             | 17 de agosto de 2022     |
| Ankaragücü       | Mustafa Dalcı         | Renuncia        | 28 de agosto de 2022     | 17.º                 | Ömer Erdoğan          | 29 de agosto de 2022     |
| Hatayspor        | Serkan Özbalta        | Renuncia        | 17 de septiembre de 2022 | 19.º                 | Volkan Demirel        | 21 de septiembre de 2022 |
| İstanbulspor     | Osman Zeki Korkmaz    | Renuncia        | 24 de octubre de 2022    | 16.º                 | Fatih Tekke           | 25 de octubre de 2022    |
| Beşiktaş         | Valérien Ismaël       | Destitución     | 26 de octubre de 2022    | 5.º                  | Şenol Güneş           | 28 de octubre de 2022    |
| Kasımpaşa        | Şenol Can             | Mutuo acuerdo   | 11 de noviembre de 2022  | 12.º                 | Selçuk İnan           | 22 de noviembre de 2022  |
| Konyaspor        | İlhan Palut           | Mutuo acuerdo   | 16 de enero de 2023      | 7.º                  | Aleksandar Stanojević | 17 de enero de 2023      |
| Gaziantep FK     | Erol Bulut            | Mutuo acuerdo   | 27 de enero de 2023      | 13.º                 |                       |                          |
| Ankaragücü       | Ömer Erdoğan          | Renuncia        | 4 de febrero de 2023     | 14.º                 | Sedat Ağçay           | 20 de febrero de 2023    |
| Alanyaspor       | Francesco Farioli     | Mutuo acuerdo   | 27 de febrero de 2023    | 12.º                 | Ersun Yanal           | 27 de febrero de 2023    |
| Trabzonspor      | Abdullah Avcı         | Renuncia        | 8 de marzo de 2023       | 6.º                  | Orhan Ak              | 8 de marzo de 2023       |
| Kasımpaşa        | Selçuk İnan           | Mutuo acuerdo   | 18 de marzo de 2023      | 12.º                 | Kemal Özdeş           | 4 de abril de 2023       |
| Ankaragücü       | Sedat Ağçay           | Destitución     | 23 de marzo de 2023      | 15.º                 | Tolunay Kafkas        | 23 de marzo de 2023      |
| Trabzonspor      | Orhan Ak              | Renuncia        | 4 de abril de 2023       | 5.º                  |                       |                          |

## Desarrollo

### Tabla de posiciones
Actualizado el 7 de junio de 2023.
| Pos. | Equipo              | Pts. | PJ | G  | E  | P  | GF | GC | Dif. | Clasificación o descenso                                |
| ---- | ------------------- | ---- | -- | -- | -- | -- | -- | -- | ---- | ------------------------------------------------------- |
| 1    | Galatasaray (C)     | 88   | 36 | 28 | 4  | 4  | 83 | 27 | +56  | Segunda ronda clasificatoria de Liga de Campeones       |
| 2    | Fenerbahçe          | 80   | 36 | 25 | 5  | 6  | 87 | 42 | +45  | Segunda ronda clasificatoria de Liga Europa Conferencia |
| 3    | Beşiktaş            | 78   | 36 | 23 | 9  | 4  | 78 | 36 | +42  | Segunda ronda clasificatoria de Liga Europa Conferencia |
| 4    | Adana Demirspor     | 69   | 36 | 20 | 9  | 7  | 76 | 45 | +31  | Segunda ronda clasificatoria de Liga Europa Conferencia |
| 5    | İstanbul Başakşehir | 62   | 36 | 18 | 8  | 10 | 54 | 37 | +17  |                                                         |
| 6    | Trabzonspor         | 57   | 36 | 17 | 6  | 13 | 64 | 54 | +10  |                                                         |
| 7    | Fatih Karagümrük    | 51   | 36 | 13 | 12 | 11 | 75 | 63 | +12  |                                                         |
| 8    | Konyaspor           | 51   | 36 | 12 | 15 | 9  | 49 | 41 | +8   |                                                         |
| 9    | Kayserispor         | 47   | 36 | 15 | 5  | 16 | 55 | 61 | −6   |                                                         |
| 10   | Kasımpaşa           | 43   | 36 | 12 | 7  | 17 | 45 | 61 | −16  |                                                         |
| 11   | Ankaragücü          | 42   | 36 | 12 | 6  | 18 | 43 | 53 | −10  |                                                         |
| 12   | İstanbulspor        | 41   | 36 | 12 | 5  | 19 | 47 | 63 | −16  |                                                         |
| 13   | Antalyaspor         | 41   | 36 | 11 | 8  | 17 | 46 | 55 | −9   |                                                         |
| 14   | Sivasspor           | 41   | 36 | 11 | 8  | 17 | 46 | 54 | −8   |                                                         |
| 15   | Alanyaspor          | 41   | 36 | 11 | 8  | 17 | 54 | 70 | −16  |                                                         |
| 16   | Giresunspor (D)     | 40   | 36 | 10 | 10 | 16 | 42 | 60 | −18  | Descenso a la TFF Primera División                      |
| 17   | Ümraniyespor (D)    | 30   | 36 | 7  | 9  | 20 | 47 | 64 | −17  | Descenso a la TFF Primera División                      |
| 18   | Gaziantep           | 25   | 36 | 6  | 7  | 23 | 31 | 72 | −41  | Retirado                                                |
| 19   | Hatayspor           | 23   | 36 | 6  | 5  | 25 | 19 | 83 | −64  | Retirado                                                |

 Fuente: Süper Lig
Criterios de clasificación: 1) Puntos; 2) Puntos entre sí; 3) Diferencia de goles entre sí; 4) Goles marcados entre sí; 5) Diferencia goles; 6) Goles marcados; 7) Play-off.
Notas:
1. ↑  Reducción de 3 puntos por decisión de la Federación Turca.
2. 1 2 3 4  Puntos en partidos directos: İstanbulspor 11, Antalyaspor 10, Sivasspor 8, Alanyaspor 4.
3. ↑  El 12 de febrero de 2023, el Gaziantep y Hatayspor se retiraron de la liga tras los terremotos de Turquía y Siria de 2023, y no fueron descendidos al final de la temporada.[15]

### Resultados
| Local \ Visitante   | ADE | ALA | ANK | ANT | BEŞ | İBA | FKA | FEN | GAL | GFK | GİR | HAT | İST | KAS | KAY | KON | SİV | TRA | ÜMR |
| ------------------- | --- | --- | --- | --- | --- | --- | --- | --- | --- | --- | --- | --- | --- | --- | --- | --- | --- | --- | --- |
| Adana Demirspor     |     | 4–2 | 3–1 | 2–0 | 1–4 | 2–3 | 2–1 | 1–1 | 0–0 | 3–0 | 1–1 | 3–0 | 6–0 | 5–0 | 5–3 | 1–1 | 3–0 | 3–2 | 1–0 |
| Alanyaspor          | 0–0 |     | 2–1 | 3–2 | 3–3 | 1–0 | 2–2 | 1–3 | 1–4 | 2–0 | 1–1 | 3–0 | 0–1 | 1–3 | 3–1 | 0–3 | 0–3 | 5–0 | 1–0 |
| Ankaragücü          | 1–2 | 2–0 |     | 1–1 | 2–3 | 1–2 | 0–2 | 0–3 | 1–4 | 0–2 | 3–1 | 4–1 | 3–2 | 0–0 | 2–1 | 0–0 | 2–1 | 1–1 | 1–2 |
| Antalyaspor         | 0–3 | 3–1 | 0–2 |     | 1–3 | 0–0 | 4–2 | 1–2 | 0–1 | 1–0 | 2–2 | 3–0 | 2–1 | 0–2 | 4–0 | 1–1 | 1–2 | 5–2 | 3–2 |
| Beşiktaş            | 1–0 | 3–0 | 2–1 | 0–0 |     | 0–1 | 4–1 | 0–0 | 3–1 | 3–0 | 3–1 | 3–0 | 3–1 | 2–1 | 1–0 | 3–3 | 3–1 | 2–2 | 5–2 |
| Estambul Başakşehir | 2–1 | 2–0 | 1–0 | 2–0 | 0–2 |     | 0–0 | 1–2 | 0–7 | 3–0 | 3–1 | 3–0 | 2–0 | 4–0 | 2–0 | 2–0 | 0–2 | 3–1 | 1–1 |
| Fatih Karagümrük    | 2–3 | 2–4 | 4–1 | 0–1 | 1–1 | 2–2 |     | 1–2 | 0–2 | 3–3 | 1–1 | 3–0 | 1–2 | 3–0 | 2–0 | 3–3 | 4–3 | 4–1 | 4–2 |
| Fenerbahçe          | 4–2 | 5–0 | 2–1 | 2–0 | 2–4 | 1–0 | 5–4 |     | 0–3 | 3–0 | 1–2 | 4–0 | 3–3 | 5–1 | 2–0 | 4–0 | 1–0 | 3–1 | 3–3 |
| Galatasaray         | 2–0 | 2–2 | 2–1 | 2–1 | 2–1 | 1–0 | 3–3 | 3–0 |     | 2–1 | 0–1 | 4–0 | 2–1 | 1–0 | 6–0 | 2–1 | 2–0 | 2–1 | 3–2 |
| Gaziantep           | 1–1 | 0–3 | 1–0 | 5–2 | 1–1 | 1–1 | 0–3 | 1–2 | 0–3 |     | 0–3 | 4–1 | 0–3 | 0–3 | 1–2 | 0–3 | 1–2 | 0–3 | 1–1 |
| Giresunspor         | 2–3 | 2–2 | 1–1 | 2–0 | 0–1 | 2–4 | 2–2 | 1–1 | 0–4 | 2–1 |     | 3–0 | 3–2 | 1–0 | 1–2 | 0–1 | 1–0 | 2–4 | 0–1 |
| Hatayspor           | 1–1 | 1–0 | 0–3 | 0–0 | 2–1 | 3–3 | 0–3 | 0–3 | 0–3 | 1–2 | 1–1 |     | 0–3 | 1–0 | 0–4 | 0–3 | 0–3 | 2–1 | 0–3 |
| İstanbulspor        | 0–2 | 2–1 | 1–2 | 3–3 | 2–2 | 1–0 | 0–1 | 2–5 | 0–2 | 1–1 | 1–0 | 0–1 |     | 2–1 | 2–4 | 0–4 | 3–0 | 0–2 | 4–0 |
| Kasımpaşa           | 1–4 | 4–1 | 1–1 | 3–1 | 2–5 | 1–3 | 2–2 | 0–6 | 2–3 | 1–0 | 5–1 | 1–0 | 1–0 |     | 0–1 | 1–2 | 1–2 | 2–0 | 1–1 |
| Kayserispor         | 2–2 | 0–4 | 0–1 | 1–0 | 0–2 | 1–0 | 2–4 | 1–2 | 2–1 | 3–0 | 3–0 | 3–0 | 1–0 | 0–0 |     | 1–2 | 4–1 | 1–2 | 3–1 |
| Konyaspor           | 1–2 | 2–2 | 0–1 | 1–1 | 1–2 | 0–0 | 1–1 | 1–0 | 2–1 | 0–1 | 0–0 | 1–0 | 0–1 | 1–1 | 2–2 |     | 2–2 | 2–1 | 1–0 |
| Sivasspor           | 1–2 | 1–1 | 2–0 | 0–2 | 1–0 | 1–1 | 0–0 | 1–3 | 1–2 | 1–1 | 3–0 | 1–2 | 1–1 | 1–2 | 1–1 | 1–0 |     | 4–1 | 2–2 |
| Trabzonspor         | 4–1 | 5–1 | 2–0 | 2–0 | 0–0 | 1–0 | 4–1 | 2–0 | 0–0 | 3–2 | 3–0 | 1–0 | 4–0 | 0–0 | 3–4 | 2–2 | 1–0 |     | 1–2 |
| Ümraniyespor        | 1–1 | 3–1 | 1–2 | 0–1 | 0–2 | 1–3 | 1–3 | 1–2 | 0–1 | 3–0 | 0–1 | 2–2 | 0–2 | 1–2 | 2–2 | 2–2 | 4–1 | 0–1 |     |

## Estadísticas

### Goleadores
Actualizado al último partido de la temporada.
| Pos. | Jugador        | Club             | Goles |
| ---- | -------------- | ---------------- | ----- |
| 1    | Enner Valencia | Fenerbahçe       | 29    |
| 2    | Mbaye Diagne   | Fatih Karagümrük | 23    |
| 3    | Mauro Icardi   | Galatasaray      | 22    |
| 4    | Fabio Borini   | Fatih Karagümrük | 20    |
| 5    | Umut Nayir     | Ümraniyespor     | 17    |

### Asistentes
Actualizado el 15 de enero de 2023.
| Pos. | Jugador              | Club                | Asistencias |
| ---- | -------------------- | ------------------- | ----------- |
| 1    | Caner Erkin          | Fatih Karagümrük    | 6           |
| 1    | Fabio Borini         | Fatih Karagümrük    | 6           |
| 3    | Alexandru Maxim      | Gaziantep           | 5           |
| 3    | Ebrima Colley        | Fatih Karagümrük    | 5           |
| 3    | Younès Belhanda      | Adana Demirspor     | 5           |
| 4    | Mauro Icardi         | Galatasaray         | 4           |
| 4    | Anastasios Bakasetas | Trabzonspor         | 4           |
| 4    | Dia Saba             | Sivasspor           | 4           |
| 4    | Enner Valencia       | Fenerbahçe          | 4           |
| 4    | Diego Rossi          | Fenerbahçe          | 4           |
| 4    | Lincoln              | Fenerbahçe          | 4           |
| 4    | Mounir Chouiar       | İstanbul Başakşehir | 4           |
| 4    | Wout Weghorst        | Beşiktaş            | 4           |
| 4    | Serginho             | Giresunspor         | 4           |
| 4    | Olivier Kemen        | Kayserispor         | 4           |
| 4    | Guilherme            | Konyaspor           | 4           |
| 4    | Furkan Soyalp        | Gaziantep           | 4           |

### Mejor portero
Actualizado el 29 de enero de 2023.
| Pos. | Jugador              | Club                | Portería invicta |
| ---- | -------------------- | ------------------- | ---------------- |
| 1    | Fernando Muslera     | Galatasaray         | 9                |
| 2    | Altay Bayındır       | Fenerbahçe          | 8                |
| 2    | Uğurcan Çakır        | Trabzonspor         | 8                |
| 2    | Volkan Babacan       | İstanbul Başakşehir | 8                |
| 5    | Ertaç Özbir          | Adana Demirspor     | 6                |
| 5    | Ibrahim Šehić        | Konyaspor           | 6                |
| 7    | Bilal Bayazit        | Kayserispor         | 5                |
| 8    | Ertuğrul Taşkıran    | Kasımpaşa           | 4                |
| 9    | Ersin Destanoğlu     | Beşiktaş            | 3                |
| 9    | Mert Günok           | Beşiktaş            | 3                |
| 9    | Erce Kardeşler       | Hatayspor           | 3                |
| 9    | Rúnar Alex Rúnarsson | Alanyaspor          | 3                |
| 9    | Emiliano Viviano     | Fatih Karagümrük    | 3                |
| 9    | Ali Şaşal Vural      | Sivasspor           | 3                |
| 9    | Günay Güvenç         | Gaziantep           | 3                |

### Tripletes
| Fecha                   | Jugador          | Club             | Rival            | Resultado |
| ----------------------- | ---------------- | ---------------- | ---------------- | --------- |
| 26 de agosto de 2022    | João Figueiredo  | Gaziantep        | Antalyaspor      | 5-2       |
| 9 de octubre de 2022    | Enner Valencia   | Fenerbahçe       | Fatih Karagümrük | 5-4       |
| 30 de octubre de 2022   | Michy Batshuayi  | Fenerbahçe       | İstanbulspor     | 5-2       |
| 12 de noviembre de 2022 | Kerem Aktürkoğlu | Galatasaray      | Başakşehir       | 7-0       |
| 8 de enero de 2023      | Mame Biram Diouf | Konyaspor        | Fatih Karagümrük | 3-3       |
| 29 de enero de 2023     | Enner Valencia4  | Fenerbahçe       | Kasımpaşa        | 5-1       |
| 4 de marzo de 2023      | Mbaye Diagne     | Fatih Karagümrük | Sivasspor        | 4-3       |
| 14 de abril de 2023     | Mauro Icardi     | Galatasaray      | Kayserispor      | 6-0       |
| 23 de abril de 2023     | Mame Thiam       | Kayserispor      | Adana Demirspor  | 3-5       |
| 7 de mayo de 2023       | Umut Nayir       | Ümraniyespor     | Sivasspor        | 4-1       |

4 Anotó cuatro goles